# Martin Glover
Martin Glover, noto anche con lo pseudonimo di Youth (Farnworth, 27 dicembre 1960), è un musicista e produttore discografico britannico.
Membro fondatore e bassista della band inglese Killing Joke, fa parte anche dei The Fireman insieme a Paul McCartney.

## Carriera

### Dagli anni '70 al 1992
Glover originalmente si fece chiamare "Pig Youth" dopo che il cantante reggae Big Youth divenne popolare nelle band punk rock della Londra dei tardi anni settanta.
Poco dopo essere uscito dai Killing Joke, Youth creò l'etichetta WAU! Mr. Modo, pubblicando una serie di musica considerata techno industriale. 
Durante quel periodo, Glover inoltre fondò la sua dub funk band, i Brillant, che registrò un album del 1986, sciogliendosi poco dopo.
Il collegamento tra Youth e la musica dub continuò nella metà degli anni novanta quando Adrian Sherwood gli chiede di remixare qualcuna delle tracce di Bim Sherman del suo album Miracle; successivamente, è apparso in un album di Ted Parsons/NIC.
Nei primi anni novanta Glover formò i Blue Pearl, un duo techno e house con la cantante statunitense Durga McBroom. Nonostante si classificarono solo due canzoni sul ot Dance Club Play Chart, ritenute esempi classici di musica house e sono ancora remixati e riprodotti nelle discoteche. "Naked in the Rain" fu al numero 4 nel UK Singles Chart e numero 5 negli Stati Uniti nel 1990; all'inizio venne pubblicata su vinile blu. Fu seguita da "(Can You) Feel the Passion", che raggiunse il primo posto nel 1992. Ebbero anche una canzone che si classificò al 31º posto nel 1990: "Little Brother".

### Dal 1992
La sua casa discografica Butterfly Records produsse artisti come Take That, Wet Wet Wet, Tom Jones, The Orb, Maria McKee e Heather Nova. Youth partecipò alla produzione del disco dei The Verve Urban Hymns e quello di Dolores O'Riordan Are You Listening?.
Ha anche fatto il produttore per altri gruppi, tra cui Primal Scream, Embrace, Siouxsie and the Banshees, Art of Noise, Crowded House, Zoe, P.M. Dawn, Yazoo, Erasure, U2, Bananarama, INXS, James, Wet Wet Wet, Depeche Mode, The Shamen, Texas, Dido, Dolores O'Riordan, Gravity Kills, Fake?. Con il produttore italiano Gaudi, ha lavorato sulle produzioni discografiche di The Orb, Hollie Cook, Screen e il loro album "Astronaut Alchemists" con il nome "Youth & Gaudi".
Si attribuisce a Glover la fondazione della prima etichetta discografica di psy-trance, la Dragonfly Records. Youth creò altre etichette come Liquid Sound Design e Kamaflage Records.
La sua fama, però, deriva soprattutto per essere il bassista dei Killing Joke. Glover ha anche lavorato con i Duran Duran ai primi passi del loro album provvisorio Reportage, nel 2005.
È membro anche della band Transmission con Simon Tong dei The Verve, Paul Ferguson dei Killing Joke e Tim Bran dei Dreadzone. Ha anche registrato alcune parti di chitarra per i Client nell'album Heartland. Nel 2008 ha prodotto Everything's the Rush dei Delays.
Nel 2014 è stato impegnato come produttore, insieme a Phil Manzanera, con l'album dei Pink Floyd The Endless River.
Nel 2019 ha collaborato col musicista italiano Emilio Sorridente con il quale ha fondato i Dream Symposium, una space rock band con la quale ha registrato e prodotto l'album 'Green Electric Muse', uscito nel 2020 per la Youthsounds Records. I Dream Symposium hanno intrapreso un tour nel Regno Unito iniziato nel maggio del 2025 che ha visto la band esibirsi anche al Festival di Glastonbury il 27 giugno al Mandala Stage. 

## Discografia da produttore[3]
| Artista             | Titolo                           | Compagnia di registrazione | Crediti                            |
| ------------------- | -------------------------------- | -------------------------- | ---------------------------------- |
| Youth & Gaudi       | Astronaut Alchemists             | Liquid Sound Design        | Co-Produzione assieme a Gaudi      |
| The Futureheads     | This Is Not The World            | Nul Records                | Produzione                         |
| Embrace             | Forthcoming Title Tbc            | Independiente              | Produzione                         |
| Vega 4              | Love Is The Music                | Taste Media                | Produzione                         |
| The Music           | Come What May                    | Virgin                     | Produzione                         |
| Missy Higgins       | Forthcoming Title Tbc            | Virgin                     | Co-compositore                     |
| Howie Day           | Stop All The World Now           | Sony (US)                  | Produzione                         |
| Marilyn Manson      | Mobscene                         | Interscope                 | Prod. agg./Remix                   |
| Dido                | Don't Think Of Me                | BMG                        | Produzione                         |
| The Fireman         | The Fireman                      | Hydra                      | Compositore/Produzione             |
| Vanessa Mae         | The Capulets and The Montagues   |                            | Prod/Mix                           |
| Shack               | HMS Fable                        | London                     | Produzione                         |
| The Verve           | Urban Hymns                      | Hut                        | Produzione                         |
| The Verve           | Bitter Sweet Symphony            | Hut                        | Produzione                         |
| The Verve           | Lucky Man                        | Hut                        | Produzione                         |
| The Verve           | Sonnet                           | Hut                        | Produzione                         |
| Embrace             | Good Will Out                    | Independiente              | Produzione/Mixed                   |
| Embrace             | Come Back To What You Know       | Hut                        | Produzione                         |
| Embrace             | Higher Sights                    | Hut                        | Produzione                         |
| Embrace             | All You Good Good People         |                            | Produzione                         |
| Beth Orton          | Best Bit                         | Heavenly                   | Produzione                         |
| PM Dawn             | Set Adrift On Memory Bliss       | Island                     | Add Prod/Mix                       |
| Edwyn Collins       | A Girl Like You                  |                            | Remix                              |
| U2                  | Night And Day                    | Island                     | 12" Remix                          |
| James               | Seven                            | Mercury                    | Produzione                         |
| Heather Nova        | Oyster                           | V2                         | Produzione                         |
| The Orb             | Adventures Beyond The Ultraworld | Island                     | Co-Prod/Co-Compositore             |
| The Cult            | She Sells Sanctuary              | Beggars Banquet            | Add Prod/Mix                       |
| Blue Pearl          | Naked In The Rain                | Malarky                    | Produzione                         |
| Sugarcubes          | Vitamin                          | One Little Indian          | 12" Remix                          |
| Blue Pearl          | Blue Pearl                       | Big Life                   | Produzione                         |
| Art Of Noise        | Art Of Love                      | China                      | Produzione/Remix                   |
| Crowded House       | Together Alone                   | EMI                        | Produzione                         |
| The Drum Club       | Drums Are Dangerous              | Instinct                   | Produzione                         |
| Heather Nova        | Oyster                           | Big Life                   | Produzione                         |
| Heather Nova        | Siren                            | Sony                       | Produzione                         |
| FAKE?               | Switching on X                   | COMA RED                   | Produzione                         |
| The Dream Symposium | Green Electric Muse              | Youth Sounds Records       | Co- compositore, basso, produzione |